# نورما زيمر
نورما زيمر (بالإنجليزية: Norma Zimmer)‏ هي عازفة الجاز ومغنية أمريكية، ولدت في 13 يوليو 1923 في مقاطعة شوشون في الولايات المتحدة، وتوفيت في 10 مايو 2011 في بري في الولايات المتحدة بسبب مرض.

## وصلات خارجية
- نورما زيمر على موقع IMDb (الإنجليزية)
- نورما زيمر على موقع ميوزك برينز (الإنجليزية)
- نورما زيمر على موقع إن إن دي بي (الإنجليزية)
- نورما زيمر على موقع ديسكوغز (الإنجليزية)
- نورما زيمر على موقع قاعدة بيانات الفيلم (الإنجليزية)